# Klapok (wycinanka)
Klapok to rodzaj tęczowej wycinanki popularnej zwłaszcza w Polsce środkowej i na Mazowszu. Klapoki, służące do zdobienia domów, inaczej nazywane były mazurami.
Klapoki miały formę barwnego koła, ze zwieszonymi kolorowymi taśmami, zwanymi ogonami. Naklejane były na boku belki stropowej.